# Museo Carmen Miranda
El Museo Carmen Miranda, ubicado en el Parque Eduardo Gomes (Parque del Flamenco), es un museo creado en homenaje de la cantante y actriz Carmen Miranda y abierto al público desde 1976.

## Historia
El Museo Carmen Miranda fue establecido oficialmente en 1956 por el Decreto N.º 886, firmado por Francisco Negrão de Lima, el gobernador del Distrito Federal. La primera exposición póstuma organizada por Nilson Penna, fue inaugurada el 19 de octubre de 1957, en la Plaza del Congreso por el presidente Juscelino Kubitschek y la primera dama Sarah. Su inauguración oficial ocurrió veinte años más tarde, el 5 de agosto de 1976, por el gobernador de Río de Janeiro, Faria Lima. Instalado en el Parque Flamengo, el edificio circular fue diseñado por el arquitecto Affonso Reidy, posteriormente adaptado por el arquitecto Ulisses Burlemaqui.
El museo cuenta con la mayor colección de objetos originales utilizados por Carmen Miranda, ropa, accesorios, artículos de uso personal, así como documentación textual e iconográfica. Debido a su colección, el museo es uno de los principales entornos para la difusión de información sobre la cantante y el periodo en el que vivió, convirtiéndose en una fuente de investigación y comunicación. Cuenta con más de tres mil artículos en su colección, la colección fotográfica cuenta con 1500 fotos que pertenecían a Carmen Miranda y retratan la carrera artística y la vida de la cantante, donada por la familia después de su muerte en 1955, a través de su hermana Aurora Miranda y el viudo David Sebastian.
Cerca de 10 000 personas visitan el sitio cada año, 60% público extranjero.  La colección también cuenta con una importante documentación bibliográfica e iconográfica. Además de cinco mil recortes de periódicos y revistas que informaron sobre los acontecimientos históricos y vitales de Carmen Miranda.

## Colección
La colección del museo comenzó con donaciones de la familia de la cantante y ahora alberga 3.560 artículos con 461 piezas de prendas de vestir, incluidos 220 de joyería, 11 trajes completos, cinturones, zapatos y turbantes, además de 1.900 partituras, manuscritos, guiones, programas y películas, 710 fotografías y carteles. En 2013, el gobierno del estado de Río de Janeiro a través de la Secretaría de Cultura, anunció la restauración de un lote de 454 objetos pertenecientes al museo, de los cuales 91 eran ropas, turbantes, joyas y zapatos. La Secretaría Estatal de Cultura estimó un gasto de R$ 1,5 millones solo en la restauración de esos 91 objetos.

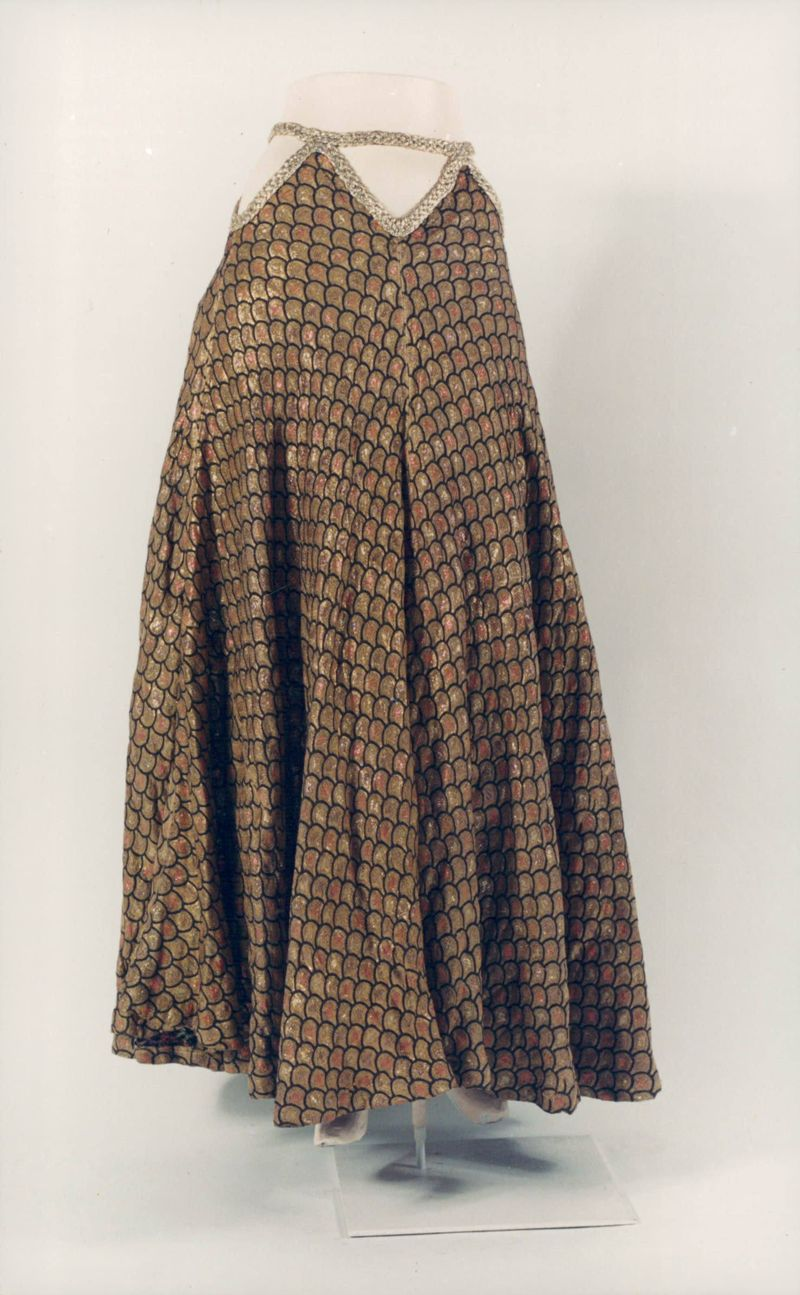
Falda usada en espectáculos de Broadway (1939/1940).
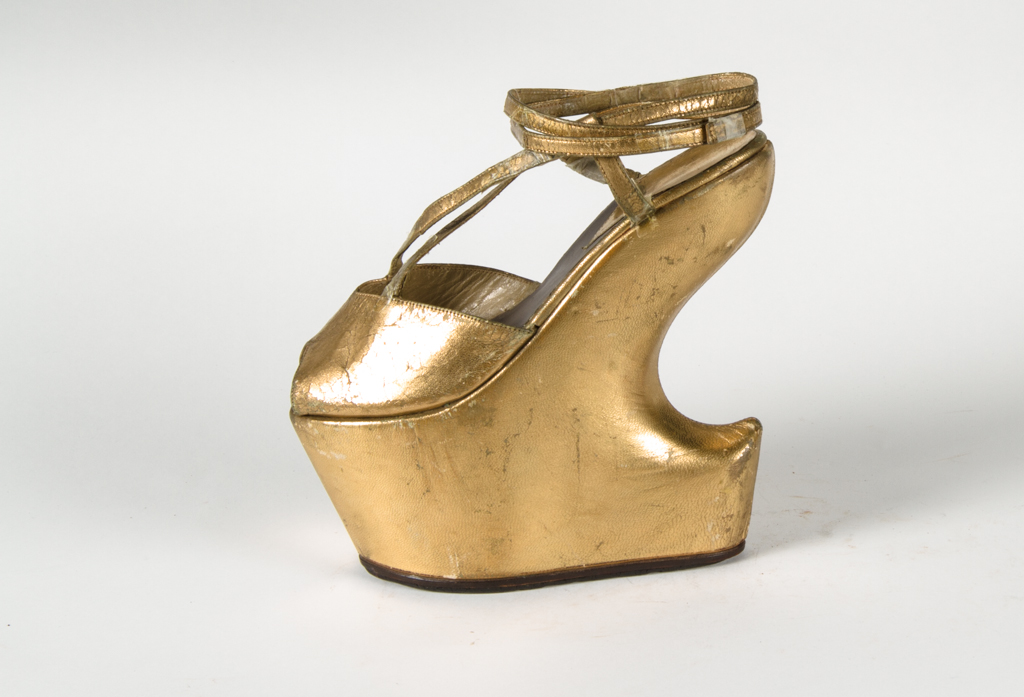
Zapato de plataforma utilizado en cine y conciertos.
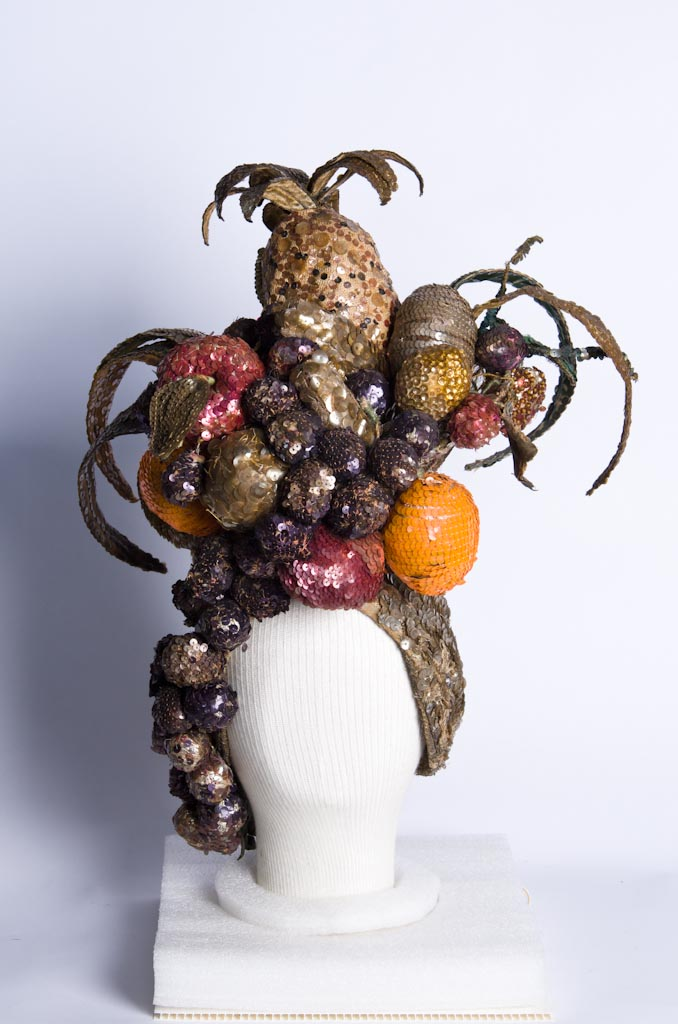
Turbante usado en conciertos.
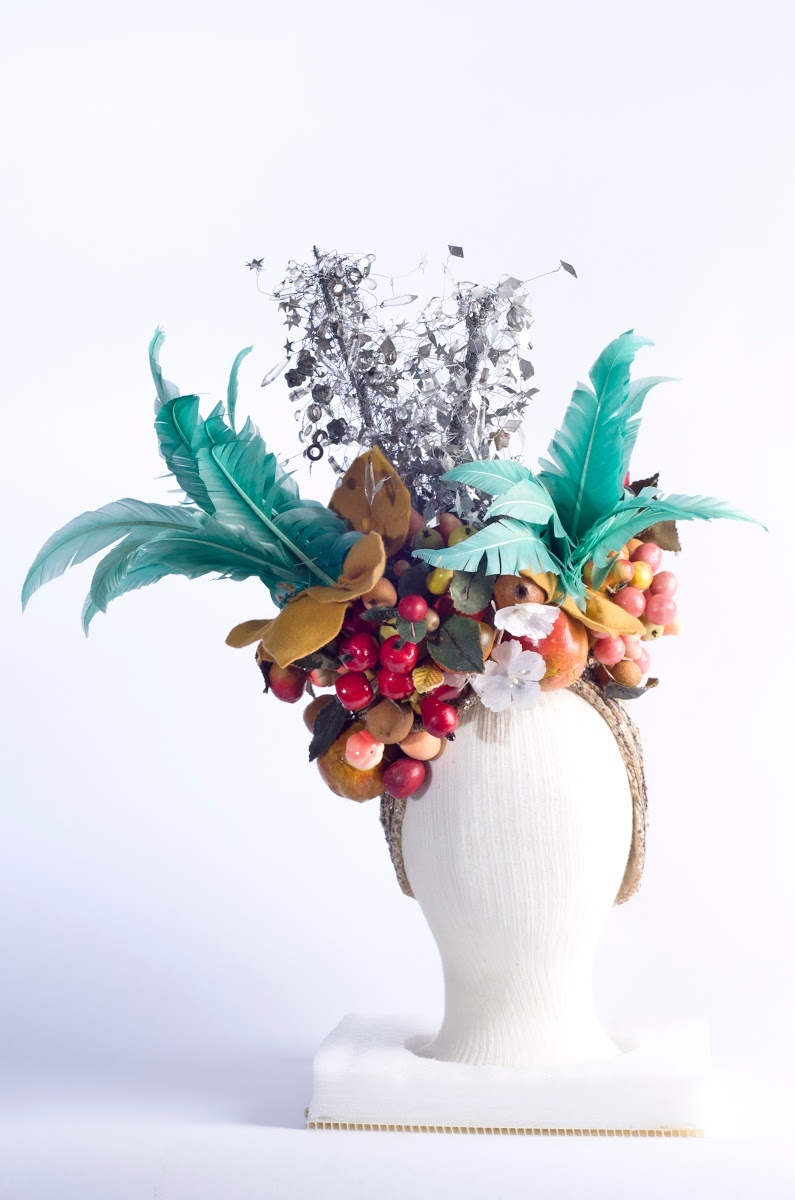
Turbante utilizado en la película That Night in Rio (1941).
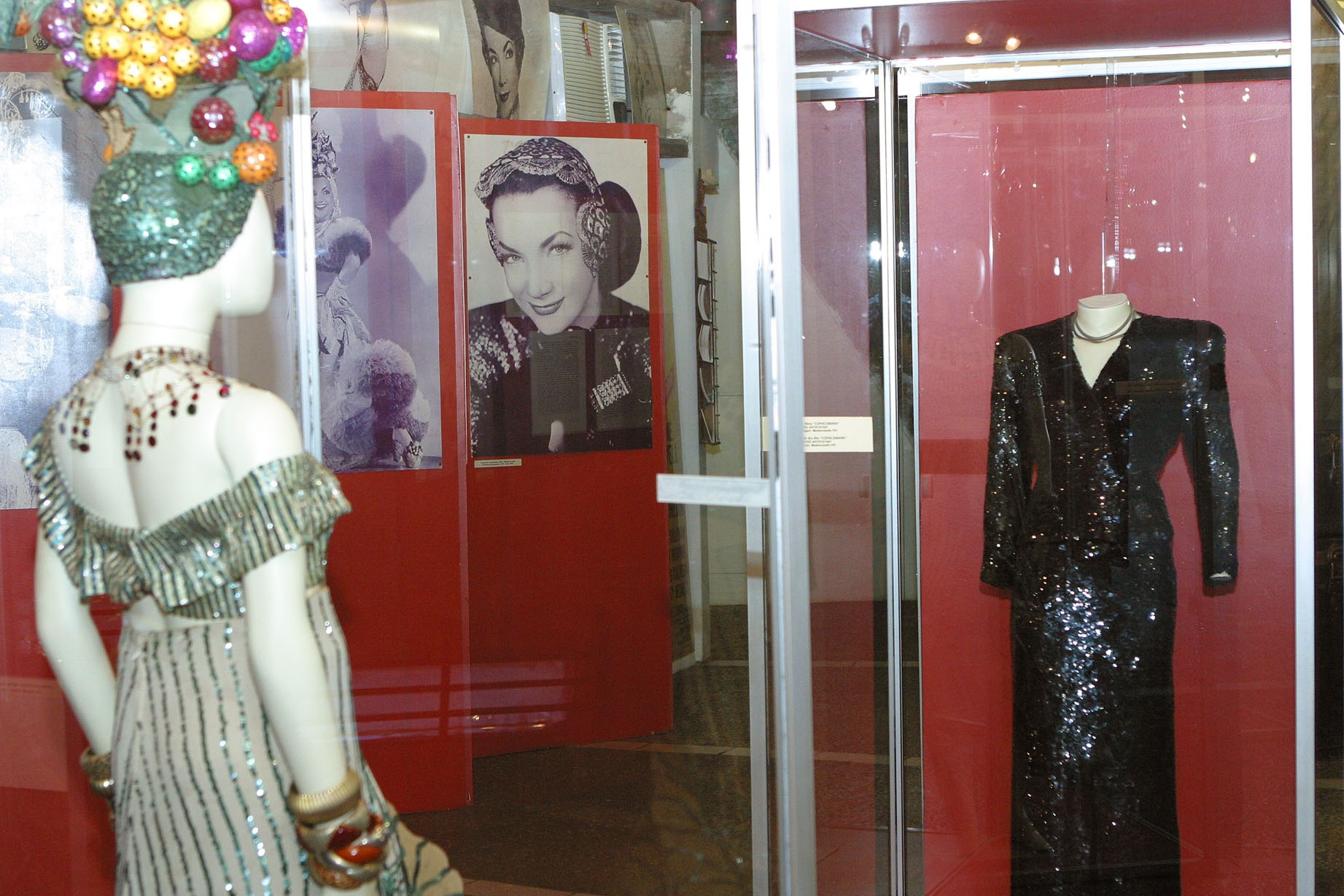
Indumentaria y fotografías de Carmen Miranda expuestas en el museo.

## Actualmente
En 2009, fue anunciado por el gobierno del Estado de Río de Janeiro, la construcción de la nueva sede del Museo de la Imagen y el Sonido (MIS) en Copacabana, en el lugar de la antigua discoteca Help. La nueva sede albergará toda la colección del Museo Carmen Miranda, que hasta entonces se encontraba en el barrio de Flamengo. El proyecto está presupuestado en R$ 100 millones y es el resultado de un esfuerzo conjunto de la Secretaría de Estado de Cultura con la Fundación Roberto Marinho. La expectativa es que el nuevo museo reciba unos 600.000 visitantes al año.